# Campeonato da Europa de Atletismo de 2010 - Salto triplo masculino
A prova do salto triplo masculino do Campeonato da Europa de Atletismo de 2010 foi disputada entre os dias 27 e 29 de julho de 2010 no Lluís Companys em Barcelona,  na Espanha. 

## Recordes
Antes desta competição, os recordes mundiais e do campeonato nesta prova eram os seguintes:
|                       | Nome             | Nacionalidade | Distância | Local      | Data                 |
| --------------------- | ---------------- | ------------- | --------- | ---------- | -------------------- |
| Recorde mundial       | Jonathan Edwards | Reino Unido   | 18m 29cm  | Gotemburgo | 7 de agosto de 1995  |
| Recorde do campeonato | Jonathan Edwards | Reino Unido   | 17m 99cm  | Budapeste  | 23 de agosto de 1998 |
| Recorde europeu       | Jonathan Edwards | Reino Unido   | 18m 29cm  | Gotemburgo | 7 de agosto de 1995  |

## Medalhistas
| Ouro                 | Prata              | Bronze             |
| Phillips Idowu (GBR) | Marian Oprea (ROU) | Teddy Tamgho (FRA) |

## Cronograma
Todos os horários são locais (UTC+2).
| Data        | Hora  | Evento       |
| ----------- | ----- | ------------ |
| 27 de julho | 20:20 | Qualificação |
| 29 de julho | 19:40 | Final        |

## Resultados

### Qualificação
Qualificação: Desempenho de 16.75 m (Q) ou os 12 melhores qualificados (q).
| Posição | Grupo | Atleta             | Nacionalidade      | #1    | #2    | #3    | Resultados | Notas                |
| ------- | ----- | ------------------ | ------------------ | ----- | ----- | ----- | ---------- | -------------------- |
| 1       | B     | Teddy Tamgho       | França             | x     | 17.37 |       | 17.37      | Q                    |
| 2       | B     | Viktor Kuznyetsov  | Ucrânia            | x     | 17.22 |       | 17.22      | Q                    |
| 3       | A     | Benjamin Compaoré  | França             | x     | 17.19 |       | 17.19      | Q                    |
| 4       | A     | Phillips Idowu     | Reino Unido        | 17.10 |       |       | 17.10      | Q                    |
| 5       | A     | Momchil Karailiev  | Bulgária           | 17.05 |       |       | 17.05      | Q                    |
| 6       | B     | Marian Oprea       | Roménia            | 17.03 |       |       | 17.03      | Q                    |
| 7       | B     | Dimítrios Tsiámis  | Grécia             | 16.73 | 16.98 |       | 16.98      | Q,                   |
| 8       | A     | Fabrizio Schembri  | Itália             | 16.96 |       |       | 16.96      | Q,                   |
| 9       | B     | Vladimir Letnicov  | Moldávia           | 16.14 | 16.94 |       | 16.94      | Q                    |
| 10      | A     | Fabrizio Donato    | Itália             | x     | 16.88 |       | 16.88      | Q                    |
| 11      | A     | Lyukman Adams      | Rússia             | 15.85 | 16.56 | 16.86 | 16.86      | Q                    |
| 12      | B     | Nathan Douglas     | Reino Unido        | 16.80 |       |       | 16.80      | Q                    |
| 13      | B     | Dmitrij Valukevic  | Eslováquia         | 16.78 |       |       | 16.78      | Q                    |
| 14      | A     | Yochai Halevi      | Israel             | 16.34 | 16.76 |       | 16.76      | Q,                   |
| 15      | B     | Jaanus Uudmäe      | Estónia            | x     | x     | 16.72 | 16.72      |                      |
| 16      | B     | Siarhei Ivanou     | Bielorrússia       | 16.66 | 14.81 | 16.18 | 16.66      |                      |
| 17      | B     | Daniele Greco      | Itália             | x     | 16.37 | 16.51 | 16.51      |                      |
| 18      | A     | Andrés Capellán    | Espanha            | 15.91 | 16.38 | 15.06 | 16.38      | Recorde da temporada |
| 19      | A     | Igor Syunin        | Estónia            | 16.25 | 16.35 | 14.50 | 16.35      |                      |
| 20      | B     | Yevgeniy Plotnir   | Rússia             | 15.44 | 16.12 | 16.34 | 16.34      |                      |
| 21      | A     | Mantas Dilys       | Lituânia           | 16.32 | x     | 16.08 | 16.32      | Recorde da temporada |
| 22      | A     | Zhivko Petkov      | Bulgária           | x     | x     | 16.20 | 16.20      |                      |
| 23      | A     | Dzmitry Platnitski | Bielorrússia       | x     | 13.92 | 15.95 | 15.95      |                      |
| 24      | B     | Zacharias Arnos    | Chipre             | x     | 15.35 | 15.85 | 15.85      |                      |
| 25      | B     | Alexander Martínez | Suíça              | 15.55 | x     | x     | 15.55      |                      |
| 26      | A     | Nikólaos Frággos   | Grécia             | x     | 15.50 | x     | 15.50      |                      |
| 27      | B     | Redjep Selman      | Macedônia do Norte | x     | x     | 15.39 | 15.39      | Recorde da temporada |
| 99 !    | A     | Ilya Yefremov      | Rússia             | x     | x     | x     | NM         |                      |

### Final
| Posição           | Atleta            | Nacionalidade | #1    | #2    | #3    | #4    | #5    | #6    | Resultados | Notas                |
| ----------------- | ----------------- | ------------- | ----- | ----- | ----- | ----- | ----- | ----- | ---------- | -------------------- |
| Medalha de ouro   | Phillips Idowu    | Reino Unido   | 17.46 | 17.47 | 17.40 | 17.81 | x     | -     | 17.81      | Recorde pessoal      |
| Medalha de prata  | Marian Oprea      | Roménia       | 16.15 | 17.19 | 16.61 | 16.75 | 17.51 | x     | 17.51      | Recorde da temporada |
| Medalha de bronze | Teddy Tamgho      | França        | 17.12 | 17.42 | x     | x     | 17.45 | 17.34 | 17.45      |                      |
| 4                 | Viktor Kuznyetsov | Ucrânia       | 16.97 | 16.82 | 17.29 | 16.52 | x     | 16.46 | 17.29      | Recorde pessoal      |
| 5                 | Benjamin Compaoré | França        | 16.74 | 16.38 | 14.26 | 16.99 | x     | x     | 16.99      |                      |
| 6                 | Lyukman Adams     | Rússia        | 16.78 | x     | 15.89 | 16.78 | x     | 16.40 | 16.78      |                      |
| 7                 | Dmitrij Vaľukevič | Eslováquia    | 16.51 | 16.75 | 16.77 | 16.75 | x     | 16.37 | 16.77      |                      |
| 8                 | Fabrizio Schembri | Itália        | x     | 16.60 | 16.40 | 16.42 | 16.61 | 16.73 | 16.73      |                      |
| 9                 | Fabrizio Donato   | Itália        | 16.35 | 16.33 | 16.54 |       |       |       | 16.54      |                      |
| 10                | Nathan Douglas    | Reino Unido   | x     | 16.48 | 15.53 |       |       |       | 16.48      |                      |
| 11                | Yochai Halevi     | Israel        | 16.39 | 16.39 | 16.43 |       |       |       | 16.43      |                      |
| 12                | Vladimir Letnicov | Moldávia      | 15.48 | x     | 16.37 |       |       |       | 16.37      |                      |
| 13                | Dimítrios Tsiámis | Grécia        | 15.96 | 16.13 | 16.31 |       |       |       | 16.31      |                      |
| 14                | Momchil Karailiev | Bulgária      | x     | 15.24 | x     |       |       |       | 15.24      |                      |

Legenda
| Recorde mundial       | Recorde mundial (World record)               |                       | Recorde africano                      | Recorde africano (African) |                                           | Q | Classificado por posição (Qualified) |
| Recorde do campeonato | Recorde do campeonato (Championship record)  | Recorde da América    | Recorde da América (Americas)         | q                          | Classificado por melhor tempo (Qualified) |   |                                      |
| Melhor marca do ano   | Melhor marca do ano (World leading)          | Recorde asiático      | Recorde asiático (Asian)              | DNS                        | Não largou (Did not start)                |   |                                      |
| Recorde nacional      | Recorde nacional (National record)           | Recorde europeu       | Recorde europeu (European)            | DNF                        | Não terminou (Did not finish)             |   |                                      |
| Recorde pessoal       | Recorde pessoal do atleta (Personal best)    | Recorde da Oceania    | Recorde da Oceania (Oceania)          | DSQ / DQ                   | Desclassificado (Disqualified)            |   |                                      |
| Recorde da temporada  | Recorde da temporada do atleta (Season best) | Recorde sul-americano | Recorde sul-americano (South America) | NM                         | Sem marca (No mark)                       |   |                                      |